# Martin Jakš
Martin Jakš (* 6. září 1986, Plzeň) je český hoteliér a bývalý český reprezentant v běhu na lyžích. Je mistrem světa v běhu na lyžích v kategorii do 23 let z roku 2008 a bronzovým olympijským medailistou ze štafety na ZOH 2010.
Žije v Borových Ladách na Šumavě a od roku 2018 provozuje Hotel Rankl na Horské Kvildě. Dne 8. října 2011 se na hradě Kašperk oženil s Helenou Kreuzigerovou, sestrou cyklisty Romana Kreuzigera, a do roku 2016 žili v Prášilech. Společně mají dcery Šarlotu (* 2012), Dorotu (* 2014), syna Theodora (* 2018)[zdroj⁠?!] a dceru Heidy (* 2023).[zdroj⁠?!] Jeho snem je obnovit šumavskou obec Zhůří a starat se tam s celou rodinou o malé hospodářství.

## Sportovní kariéra
Narodil se v Plzni, ale v roce 1991, když mu bylo 5 let, se jeho rodina přestěhovala do Železné Rudy, na chalupu Hamr u řeky Řezné. Má starší sestru Barboru a mladšího bratra Marka. V lyžařském klubu v Železné Rudě začínal nejprve jako sjezdař. Postupně u něj zvítězil běh na lyžích, je odchovancem Tatranu Železná Ruda, jedním z jeho prvních trenérů a také třídním učitelem byl Ctirad Drahorád. Po základní škole přešel na sportovní gymnázium v Plzni, jeho trenérem se stal Vladislav Razým. Na šampionátu juniorů v Rovaniemi 2005 skončil pátý ve skiatlonu, o rok později v Kranje získal tři medaile. V roce 2006 přestoupil do Dukly Liberec. Poprvé se závodu Světového poháru v běhu na lyžích zúčastnil 31. prosince 2005 v Novém Městě na Moravě (46. místo). Absolvoval tři juniorská mistrovství světa (2004 ve Strynu, 2005 v Rovaniemi a 2006 v Kranji), jedno MS do 23 let v Malles, šest mistrovství světa dospělých (2007 v Sapporu, 2009 v Liberci, 2011 v Oslu, 2013 ve Val di Fiemme, 2015 ve Falunu, 2017 v Lahti) a troje zimní olympijské hry (2010 ve Vancouveru, 2014 v Soči, 2018 v Pchjongčchangu). Šestkrát absolvoval Tour de Ski a třikrát se v jejím celkovém pořadí umístil v první desítce, čímž je z českých reprezentantů druhý po Lukáši Bauerovi. Do roku 2017 jej trénoval Miroslav Petrásek, v sezóně 2017/2018 nový svazový trenér Ilkka Jarva.
Na Zimních olympijských hrách 2010 získal bronzovou medaili v závodě štafet.
Sportovní kariéru ukončil v dubnu 2018. Jako bývalý člen Dukly Liberec má hodnost praporčíka.

## Výsledky

### Mistrovství světa juniorů
- Stryn 2004 – 20. místo v běhu na 10 km
- Rovaniemi 2005 – 5. místo v kombinaci a 11. místo v běhu na 10 km
- Kranj 2006 – 2. místo v běhu na 10 km a 3. místo v kombinaci
- Malles, Val Venosta 2008 – 1. místo v běhu na 15 km klasicky (U23)

### Výsledky ve Světovém poháru
| Sezóna  | Věk | Sezónní výsledky | Sezónní výsledky | Sezónní výsledky | Sezónní výsledky | Výsledky na Ski Tour | Výsledky na Ski Tour | Výsledky na Ski Tour | Výsledky na Ski Tour |
| Sezóna  | Věk | Celkově          | Distance         | Sprinty          | Nordic Opening   | Tour de Ski          | WC Final             | Ski Tour Kanada      |                      |
| ------- | --- | ---------------- | ---------------- | ---------------- | ---------------- | -------------------- | -------------------- | -------------------- | -------------------- |
| 2005/06 | 19  | 157.             | 114.             | —                | —                | —                    | —                    | —                    |                      |
| 2006/07 | 20  | 110.             | 64.              | —                | —                | —                    | —                    | —                    |                      |
| 2007/08 | 21  | 23.              | 27.              | 36.              | —                | 11.                  | 17.                  | —                    |                      |
| 2008/09 | 22  | 115.             | 69.              | —                | —                | —                    | —                    | —                    |                      |
| 2009/10 | 23  | 140.             | 89.              | —                | —                | DNF                  | —                    | —                    |                      |
| 2010/11 | 24  | 16.              | 15.              | 55.              | 22.              | 8.                   | 26.                  | —                    |                      |
| 2011/12 | 25  | 22.              | 23.              | 58.              | 24.              | 9.                   | 19.                  | —                    |                      |
| 2012/13 | 26  | 60.              | 48.              | 75.              | —                | DNF                  | —                    | —                    |                      |
| 2013/14 | 27  | 29.              | 33.              | 55.              | DNF              | 10.                  | 17.                  | —                    |                      |
| 2014/15 | 28  | 50.              | 34.              | 95.              | 37.              | DNF                  | —                    | —                    |                      |
| 2015/16 | 29  | 48.              | 35.              | —                | 36.              | 19.                  | —                    | 37.                  |                      |
| 2016/17 | 30  | 87.              | 56.              | —                | —                | DNF                  | —                    | —                    |                      |
| 2017/18 | 31  | 46.              | 41.              | —                | 34.              | 16.                  | —                    | —                    |                      |

### Výsledky na OH
| Rok  | Věk | 15 km | 30 km skiatlon | 50 km hromadný start | sprint | 4 × 10 km štafeta | sprint dvojic |
| ---- | --- | ----- | -------------- | -------------------- | ------ | ----------------- | ------------- |
| 2010 | 23  | 29.   | 27.            | —                    | —      | 3.                | —             |
| 2014 | 27  | —     | 27.            | 37.                  | —      | 8.                | 9.            |
| 2018 | 31  | 16.   | 9.             | 8.                   | —      | 10.               | 7.            |

### Výsledky na MS
| Rok  | Věk | 15 km | 30 km skiatlon | 50 km hromadný start | sprint | 4 × 10 km štafeta | sprint dvojic |
| ---- | --- | ----- | -------------- | -------------------- | ------ | ----------------- | ------------- |
| 2007 | 20  | —     | DNF            | —                    | —      | —                 | —             |
| 2009 | 22  | 22.   | —              | —                    | —      | 11.               | 12.           |
| 2011 | 24  | 18.   | 31.            | —                    | —      | 8.                | —             |
| 2013 | 26  | 30.   | 27.            | 26.                  | —      | 11.               | —             |
| 2015 | 28  | 17.   | 31.            | 16.                  | —      | 9.                | —             |
| 2017 | 30  | 28.   | —              | 14.                  | —      | 11.               | —             |